# نادي الكتاب: الفصل التالي
نادي الكتاب: الفصل التالي (بالإنجليزية: Book Club: The Next Chapter)‏ هو فيلم كوميدي رومانسي أمريكي من تأليف وإخراج بيل هولدرمان، وبطولة ديان كيتون وجين فوندا وكانديس بيرغن وماري ستينبرجن. الفيلم هو تكملة لفيلم نادي كتاب 2018.

## روابط خارجية
- نادي الكتاب: الفصل التالي على موقع IMDb (الإنجليزية)
- نادي الكتاب: الفصل التالي على موقع ميتاكريتيك (الإنجليزية)
- نادي الكتاب: الفصل التالي على موقع روتن توميتوز (الإنجليزية)
- نادي الكتاب: الفصل التالي على موقع ألو سيني (الفرنسية)
- نادي الكتاب: الفصل التالي على موقع أول موفي (الإنجليزية)
- نادي الكتاب: الفصل التالي على موقع فيلمافينيتي (الإسبانية)
- نادي الكتاب: الفصل التالي على موقع قاعدة بيانات الأفلام السويدية (السويدية)
- نادي الكتاب: الفصل التالي على موقع قاعدة بيانات الفيلم (الإنجليزية)
- نادي الكتاب: الفصل التالي على موقع ليتربوكسد (الإنجليزية)
- نادي الكتاب: الفصل التالي على موقع كينوبويسك (الروسية)